# Attentato al bus di piazza Davidka
L'attentato al bus di piazza Davidka fu un attacco terroristico suicida palestinese avvenuto l'11 giugno 2003 sulla linea 14A dell'autobus Egged nel centro di Gerusalemme. 17 persone furono uccise nell'attacco e oltre 100 rimasero ferite.
Hamas rivendicò l'attentato.

## L'attentato
Verso le 17:30 dell'11 giugno 2003, un attentatore suicida palestinese vestito da ebreo ortodosso, salì sull'autobus 14A alla fermata del mercato di Mahane Yehuda sulla strada di Jaffa. A piazza Davidka, l'attentatore fece esplodere il suo ordigno esplosivo, che conteneva una grande quantità di schegge metalliche progettate per causare più vittime possibili.
17 persone furono uccise nell'attentato (tutti civili tranne uno) e più di 100 rimasero ferite, tra cui decine di passanti.

### Vittime
- Sergente Tamar Ben-Eliahu, 20 anni, del Moshav Paran;
- Alan Beer, 46 anni, di Gerusalemme;
- Eugenia Berman, 50 anni, di Gerusalemme;
- Elsa Cohen, 70 anni, di Gerusalemme;
- Zvi Cohen, 39 anni, di Gerusalemme;
- Roi Eliraz, 22 anni, di Mevaseret Zion;
- Alexander Kazaris, 77 anni, di Gerusalemme;
- Yaffa Mualem, 65 anni, di Gerusalemme;
- Yaniv Obayed, 22 anni, di Herzliya;
- Bat-El Ohana, 21 anni, di Kiryat Ata;
- Anna Orgal, 55 anni, di Gerusalemme;
- Zippora Pesahovitch, 54 anni, di Tzur Hadassah;
- Bianca Rivka Shichrur, 62 anni, di Gerusalemme;
- Malka Sultan, 67 anni, di Gerusalemme;
- Bertin Tita, 75 anni, di Gerusalemme;
- Miriam Levy, 74 anni, di Gerusalemme;
- Haile Abraha Hawki, 56 anni, lavoratore straniero eritreo.

### I responsabili
Hamas rivendicò la responsabilità dell'attacco e dichiarò che l'attacco era una vendetta per il tentativo di assassinio israeliano del leader di Hamas Abdel Aziz al-Rantissi martedì 10 giugno 2003. Rantisi sopravvisse al tentativo di assassinio durante il quale elicotteri israeliani lanciarono missili contro la sua macchina.
Furono intentate azioni legali contro Arab Bank, NatWest e Crédit Lyonnais per aver incanalato denaro ad Hamas.

### Rappresaglia israeliana
Poco dopo l'attentato al bus, Israele lanciò un attacco antiterrorismo nella zona est di Gaza in cui elicotteri israeliani lanciarono razzi contro un'auto in movimento che trasportava due alti ufficiali del braccio militare di Hamas. Tutti i 6 passeggeri dell'auto furono uccisi.

## Reazioni internazionali
- Israele: un portavoce del primo ministro israeliano Ariel Sharon dichiarò che l'attentato suicida indicava che i palestinesi non avevano fatto nulla per reprimere i militanti;[5]
- Autorità nazionale palestinese - Yasser Arafat condannò l'attacco ed esortò sia gli arabi che gli israeliani a porre fine alla violenza;[5]
- Stati Uniti: Il presidente degli Stati Uniti George Bush condannò l'attentato ed esortò tutte le nazioni a interrompere l'assistenza finanziaria ai terroristi e ad “isolare coloro che odiano così tanto da essere disposti a uccidere”.[8]